# Atripalda
Atripalda è un comune italiano di 10 255 abitanti della provincia di Avellino in Campania. È stata insignita del titolo di città con regio decreto del 18 luglio 1867.

## Geografia fisica

### Territorio
La cittadina giace lungo il fiume Sabato nell'Irpinia occidentale, a pochi chilometri dalla città capoluogo cui è strettamente connessa.

### Sismologia
Il territorio comunale è parte del distretto sismico dell'Irpinia. In occasione del terremoto del 1980 nella sola cittadina di Atripalda vi furono 1549 senzatetto, pari al 15% della popolazione dell'epoca, oltre a 3 vittime.
- Classificazione sismica: zona 2 (sismicità media)[6]

## Origini del nome
Il toponimo Atripalda deriva con ogni probabilità da un nome personale germanico Atrepald (o Atripald), attestato anche nella forma volgarizzata Truppoaldo: questi era infatti un nobile longobardo avellinese, proprietario di vasti fondi agricoli nella valle del Sabato. Dalla stessa radice etimologica (ma non necessariamente dalla stessa persona) deriva infatti anche Tropoaldo, nome di un antico insediamento fortificato appartenente alla contea di Ariano, presso il fiume Ufita (tale corso d'acqua era talvolta chiamato anch'esso "Tropoaldo"). La somiglianza tra tali toponimi era talmente marcata che in passato alcuni storici o geografi avevano confuso Tropoaldo con Atripalda, e conseguentemente il fiume Ufita con il fiume Sabato (entrambi sono affluenti del Calore Irpino).

## Storia
Fu fondata, secondo ipotesi fantasiose di antichi scrittori, da Sabatio, pronipote di Noè, il quale dette il nome di Sabathia al primo insediamento umano che trovò vita lungo la vasta fascia di terra bagnata dal corso fluviale del Sabato, così denominato proprio in omaggio al discendente di Noè. Ipotesi meno fantasiose vedono le origini di Atripalda affondare le radici anche nel sangue dei martiri cristiani: lo Specus Martyrum, conservato all'interno della chiesa madre dedicata a Sant'Ippolisto e San Sabino (patrono della città), è considerato uno dei maggiori monumenti dell'archeologia cristiana del Meridione.
I luoghi dove intorno all'anno mille sarebbe nato il primo nucleo di Atripalda avevano ospitato — sul pianoro tufaceo che da nord-ovest domina il centro abitato — Abellinum, un insediamento sannita, poi colonia romana sorta per volontà di Silla nell'82 a.C., poco dopo le riforme agrarie promosse dai Gracchi. La comunità di Abellinum era prevalentemente formata da milites lassi — trapiantati da Silla tra le mura di Civita — i quali ripopolarono questo lembo di terra irpina dopo aver allontanato da essa i primi abitanti. Civita fu anche il rifugio di ex legionari dell'imperatore Augusto che, come racconta Plinio, sostenne l'annessione di Abellinum alla Regio II Apulia et Calabria. In epoca successiva, tra il 220 ed il 230 d.C., giunsero nell'antica città di Silla i veterani dell'imperatore Alessandro Severo provenienti dall'Asia Minore. In questo vorticoso avvicendamento di popoli e di tradizioni, non tutta la primitiva gente sabatina abbandonò la terra di origine: molti indigeni, nel corso dei decenni, furono inesorabilmente assorbiti dagli Abellinati dai quali appresero la lingua latina e con i quali conobbero momenti di splendore e di grandezza.
Crisi economiche (III e IV secolo d.C), violenti terremoti (346 d.C.), disastrose eruzioni vulcaniche (476 d.C.), invasioni di territori nel corso della guerra tra Bizantini e Goti (535-555 d.C.) e la penetrazione sull'intero territorio della Penisola dei Longobardi a partire dalla Pasqua del 568 spinsero fuori dalla mura di Abellinum la colonia romana che si trasferì laddove sorge Avellino. Civita si spense dopo secoli di vita intensamente vissuti come testimoniano le scoperte archeologiche — resti di sepolcreto, di anfiteatro, di edifici termali, di strade — che si sono susseguite nel tempo nonostante che il cemento — croce e delizia dell'urbanistica moderna — abbia tentato di archiviare per sempre l'antichità nella lunga notte dell'oblio.
Nel corso dei secoli successivi, Atripalda ha comunque conosciuto il dominio di Longobardi, Svevi, Angioini, Aragonesi, Francesi e Spagnoli.
Dopo la morte di Civita, mentre sulla sponda sinistra del Sabato l'Abellinum sillana si era ormai fisicamente esaurita, sulla sponda opposta un nobile longobardo, Truppoaldo, riusciva ad ottenere il riconoscimento di autonomia per la popolazione sparsa nella zona, distaccandola amministrativamente dalla vicina Avellino longobarda. Era l'atto di nascita di Atripalda. Troppualdo (da cui deriva anche il nome dell'odierna Atripalda), nel corso del secolo XI, edificò la sua fortezza in cima ad un'altura che sovrasta la cittadina. Le rovine di questo castello rammentano il più antico atto di galanteria in Italia: è lo storico-statista Pasquale Stanislao Mancini (1817-1888) che parla nel riferire dell'ospitalità accordata in una notte d'inverno del 1254 allo svevo re Manfredi dai signori del maniero Marino e Corrado Capece, fedeli agli Svevi. Il giovane re, braccato dalle truppe papaline, abbandonò Napoli diretto verso il principato di Taranto. I signori Capece, non temendo le rappresaglie del papato, aprirono i portoni del castello al re fuggiasco. "Il buon re Manfredi — rievoca il Mancini — educato alla gentilezza, all'amore ed alla poesia, volendo retribuire di qualche insolito onore l'ospitale accoglienza ricevuta dai fratelli Capece, fattesi venire avanti le due loro giovani spose che erano di rarissima bellezza, volle che ai suoi fianchi sedessero e seco lui familiarmente desinassero".
Dell'evento molto interessante è la testimonianza nella Historia di Nicolò Jamsilla: "Il costume e la superbia delle corti obbligava in quei tempi i sovrani a sedere soli a pranzo, escludendo rigorosamente le donne, ritenute esseri inferiori, ma il re Manfredi volle che fosse spezzata questa barbara usanza dicendo: spezzerò io questa barbarie cominciando dal dì di oggi e il castello di Tripaldo serberà memoria di me". Dello storico castello — che lo stesso re Manfredi, in virtù di quell'atto di galanteria, immaginava come "qualche cosa di sacro per le belle italiane" delle future generazioni — non restano che pietre.
Nell'epoca feudale (siamo qui nel 1502), la città della riva del Sabato divenne dominio della regina Giovanna, nipote del re spagnolo Ferdinando il Cattolico. A distanza di dieci anni, il 13 settembre 1512, l'antica terra dei Sabatini fu ceduta per 25.000 ducati a Alfonso Branai (o Granai) Castriota, primo marchese di Atripalda dal 1513, discendente di Vrana Konti, uno dei più stretti collaboratori, consulenti e uno dei migliori comandanti di Giorgio Castriota Scanderbeg, famoso eroe albanese nella guerra contro gli ottomani. Da Alfonso e da Camilla Gonzaga (1488-1529) nacque Camilla, la quale, sposando nell'anno 1517 Ferrante Caracciolo, il Marchese di Castellaneta, cede a costui il diritto di ricomperare il feudo di Atripalda.
Nel 1559, il "feudo Tripalda" passò nelle mani del nobile finanziere genovese Giacomo Pallavicini Basadonna che l'acquistò per 60 200 ducati. Il governo del finanziere genovese servì a rafforzare l'innata vocazione al commercio degli abitanti della zona, i quali, già prima della venuta del Basadonna in Irpinia, coltivavano con successo l'"arte del mercanteggiare" lungo le sponde del fiume Sabato. Un episodio verificatosi nel 1560 (quindi all'epoca del Basadonna) sarebbe la dimostrazione di quanto forte sia stato l'influsso esercitato sulla popolazione residente dal nobile genovese in tema di finanze e di reperimento di risorse necessarie per la gestione del feudo: gli Atripaldesi, in quell'anno, decisero di realizzare una strada "dentro la terra" per imporre il pagamento del pedaggio a quanti, per portarsi dai paesi limitrofi nel vicino capoluogo, cioè ad Avellino, dovevano attraversare il territorio di Atripalda. Nel 1564, con rogito del notaio Bernardino Brusatori di Fermo, il Basadonna permutò il "feudo di Tripalda" con i feudi posseduti dal nobile casato di Domizio Caracciolo nel ducato di Milano, a Gallarate.
Con i Caracciolo la cittadina visse un periodo di notevole splendore, dal 1564 fino al 1806, epoca in cui venne abolita la feudalità. Nel ducato di Atripalda dopo Domizio, I duca di Atripalda, della prestigiosa famiglia Caracciolo si susseguirono Marino I (1535-1591), cavaliere distintosi a Lepanto, Camillo (1563-1617), Marino II (1587-1630), Francesco Marino I (1631-1674), Marino III (1668-1720), Francesco Marino II (1688-1727), Marino Francesco I (1714-1781), Giovanni (1741-1800) e Marino Francesco II (1783-1844).
I Caracciolo, con una programmazione "rivoluzionaria", seppero incentivare le risorse dell'intera valle bagnata dal Sabato. Le filande, l'industria del ferro, la lavorazione del rame, della carta e della lana concorsero ad assicurare agli Atripaldesi un elevato tenore di vita - superiore a quello del vicino Capoluogo - tanto che in quel periodo non furono censiti "cittadini poveri" tra la popolazione. Notevole impulso venne assicurato al mondo della cultura che conobbe, grazie al mecenatismo dei Caracciolo, l'Accademia degli Incerti.
Negli anni della seconda guerra mondiale, tra il 1940 e il 1943, Atripalda fu uno dei comuni della Campania destinati dalle autorità fasciste ad accogliere profughi ebrei in internamento civile. Gli internati (una coppia di anziani coniugi di origine tedesca) furono liberati con l'arrivo dell'esercito alleato nel settembre 1943.

### Simboli

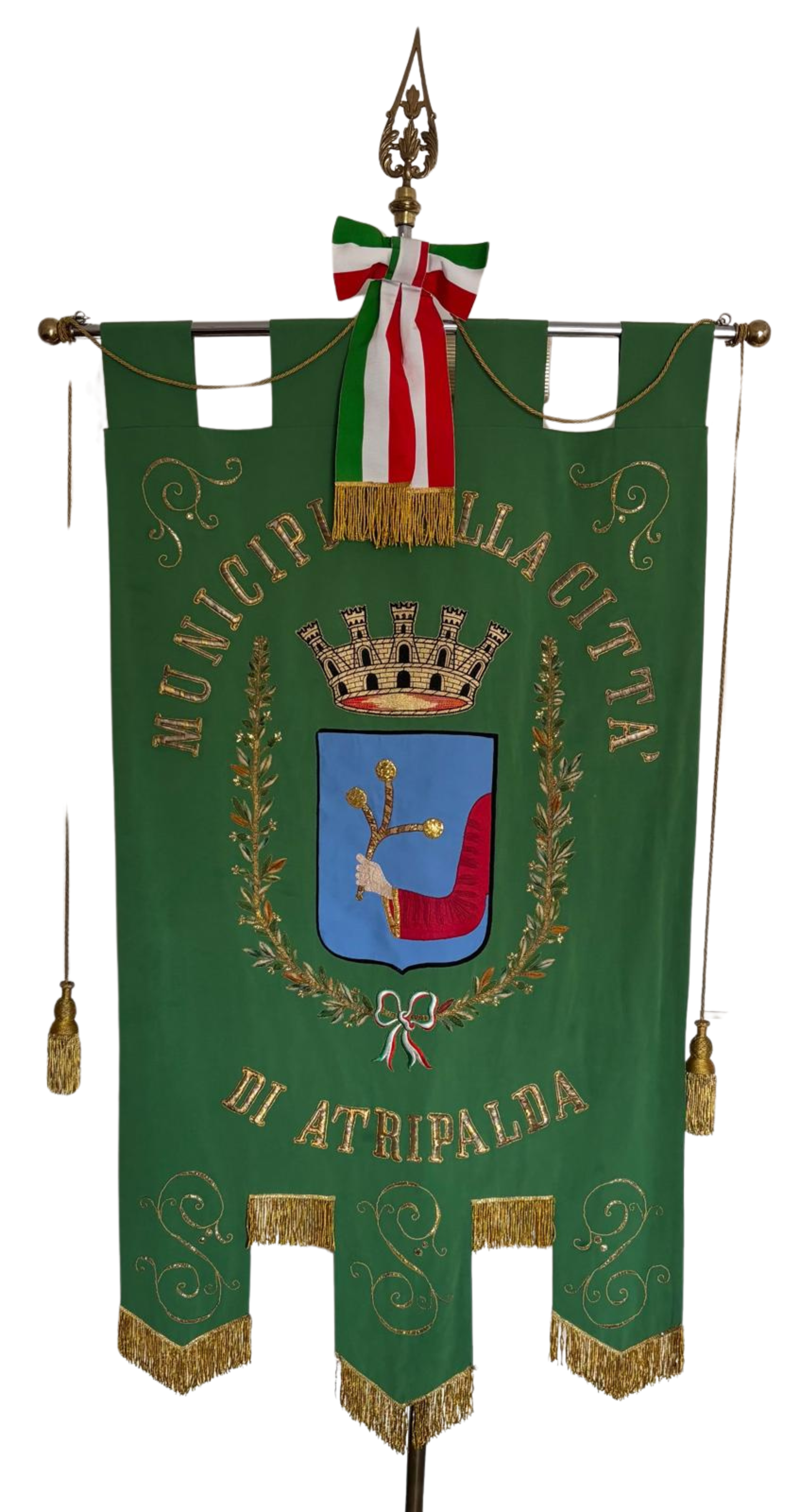
Gonfalone comunale

Vi è rappresentato il baculum iustitiae, simbolo del potere penale, civile e amministrativo che veniva attribuito dal feudatario al sindaco della città nei giorni delle fiere cittadine. Il simbolo è attestato già dal XIII sec. ma fece la sua comparsa effettiva sui documenti comunali durante il periodo della prima guerra mondiale.
Il gonfalone è costituito da un drappo di verde.
Il 20 dicembre 2024 il Consiglio Comunale ha approvato i nuovi emblemi araldici della città di Atripalda, che conservano la descrizione dello stemma variandone lo scudo e modificandone l'immagine. Il gonfalone viene modificato nel colore del drappo da verde a rosso. Viene, infine, istituita la bandiera ufficiale della città "composta dall'araldico cittadino posto al centro sovrapposto ai colori degli smalti (azzurro e rosso) divisi da una diagonale dal vertice basso di destra verso il vertice alto di sinistra".

## Monumenti e luoghi d'interesse

### Architetture religiose

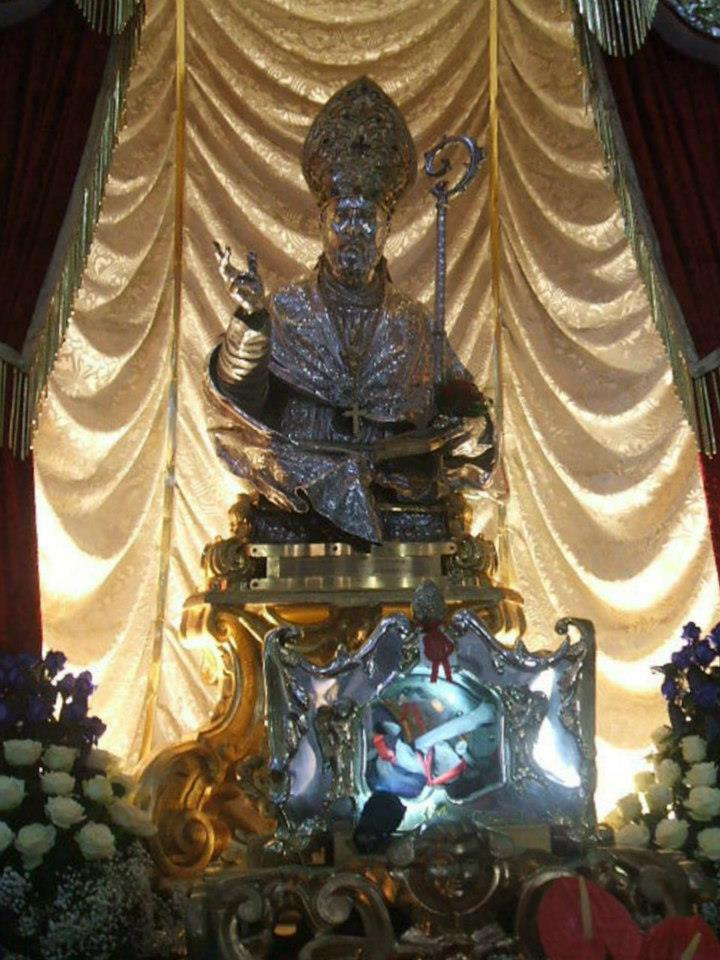
Busto argenteo di San Sabino

#### Chiesa Madre di Sant'Ippolisto Martire
Importante edificio religioso di epoca tardo-paleocristiana (Fine XII secolo, circa nel 1174 i primi documenti), fu elevato a collegiata nel 1598, ma l'aspetto architettonico è ottocentesco, essendo stata la chiesa restaurata nel 1852. Interessante è il tabernacolo, posto nella cappella del Santissimo, e l'altare in stile barocco, alle cui spalle, sopra, c'è il "Martirio di Sant'Ippolisto", quadro di Nicola Volpe. Da qui si può accedere allo Specus Martyrum, le cui bellezze pittoriche non sono ben conservate, e al cimitero paleocristiano atripaldese all'aperto, poco pubblicizzato ma alla portata visiva di tutti. La parrocchia fa parte della diocesi di Avellino.

#### Chiesa di San Nicola da Tolentino
Questa chiesa, situata nella via principale della città, è stata ricostruita soltanto da pochi anni (fu danneggiata dal terremoto del 1980), ed è in stile moderno. Oltre ad essere una chiesa consacrata, è ormai divenuta centro di convegni, di concerti, di vari eventi di tipo culturale.

#### Convento di San Giovanni Battista
Conosciuto come chiesa di San Pasquale, domina la piazza principale di Atripalda ed è nelle immediate vicinanze del sito archeologico della Civita.
- Chiesa della Maddalena
- Chiesa di San Lorenzo (oggi chiesa ortodossa rumena)
- Chiesa di Santa Maria del Carmine
- Chiesa dell'Annunziata

### Architetture civili

#### Dogana dei Grani
Nel XVI secolo, quando fu costruita la strada regia che univa le Puglie a Napoli attraversando anche Atripalda, la cittadina vide uno sviluppo commerciale, in particolare del grano, grazie anche ai vari decreti approvati dai Caracciolo in materia di fisco e diritto; luogo appositamente deputato agli scambi era la Dogana dei grani. L'edificio attualmente visibile, tuttavia, è di molto successivo, risalendo così all'epoca post-unitaria (per la precisione al 1883), dominando la principale piazza cittadina (già largo Mercato, dal 1900 piazza Umberto I). Due suoi particolari sono: l'orologio, con lancette metalliche, sormontato da due campane; lo stemma di Atripalda sull'entrata. Nel 1993 è stato trasformato in un museo, esponendo alcuni reperti dell'antica Abellinum, oltre ad accogliere convegni, concerti ed esposizioni temporanee.

#### Palazzo Caracciolo
Costruito vicino al Castello Truppoaldo, il Palazzo Caracciolo è stato edificato nel 1564. Tra la fine del XVI e l'inizio del XVII secolo, fu la residenza della famiglia Caracciolo. Ha uno stile tardo-rinascimentale, è a pianta rettangolare e si sviluppa su due piani. Il secondo piano presenta ampie balconate. Un vasto parco, arricchito di piante rare, fontane e giochi d'acqua, impreziosisce sia il retro che il prospetto principale del palazzo. Il 30 aprile del 1912 è stato dichiarato monumento nazionale. Oggi il palazzo, a causa delle condizioni atmosferiche e problemi burocratici legati all'eredità dell'intero edificio, riversa in uno stato di abbandono, che ha reso la struttura inagibile.

### Siti archeologici

#### Abellinum
Abellinum era un'antica città sannita e poi romana, assoggettata dall'impero dopo la sconfitta caudina e dopo la Guerra civile tra Mario e Silla, che fu vinta da Silla contrariamente allo schieramento irpino. È sede di un parco archeologico dove si può ammirare soprattutto la Domus romana, di proprietà di Silla. Da Abellinum è nata prima Avellino e poi il successivo feudo Tripalda, che diverrà Atripalda più tardi. Le notizie dei vescovi avellinesi ripresero però soltanto dopo il 1000 e la diocesi fu poi unita a quella di Frigento sotto il nome di Diocesi di Avellino. Purtroppo, a causa di vicissitudini tra l'amministrazione atripaldese, la pro loco e la famiglia proprietaria del terreno, la visita del sito era stata momentaneamente sospesa. Nel corso del 2017, sono riprese regolarmente le visite al sito archeologico, con il supporto delle guide della pro loco locale.

#### Specus Martyrum
La grotta dello Specus Martyrum fungeva all'inizio da catacomba per i santi martiri che vi si trovano e per i fedeli cristiani che si nascondevano all'interno per pregare. Con l'Editto di Costantino, nei secoli successivi, fu costruita una scala d'accesso. Nello specus furono traslate i resti mortali di San Sabino di Avellino (vescovo di Abellinum nei primi decenni del VI secolo) il 16 settembre 1612. Nel 1629 fu costruita un'altra scala di accesso alla grotta, che parte dalla chiesa di origine paleocristiana che la sovrasta. Sempre in tale periodo, le volte della cappella furono affrescate con dipinti raffiguranti la vita dei primi martiri cristiani e dei santi più vicini all'Irpinia. La Cappella del tesoro fu costruita nel primo settecento per volere del Barone di Donato al fine di conservare in piccole urne i resti mortali dei santi martiri (le tombe site nello spazio davanti all'altare maggiore, dove riposa San Sabino, sono vuote). Un altro elemento di grandissimo interesse è un quadro, a fianco della cappella del tesoro, che rappresenta in tre momenti il martirio di Sant'Ippolisto cui è dedicata la chiesa. La volta centrale dello Specus cedette per ben due volte: dopo la costruzione della seconda scala e dopo il terremoto del 1980. La piccola cappella è consacrata, ma talvolta si tengono anche piccoli concerti cameristici ed è possibile accedervi, quando non ci sono particolari ricorrenze civili o religiose, dalla chiesa di Sant'Ippolisto.

### Altro

#### Monumento ai caduti
Il monumento ai caduti è una statua bronzea dedicata al milite ignoto, sorretta da una base rettangolare in pietra, che sovrasta piazza Umberto I. Sotto di essa è presente una fontana ornamentale.
Fu inaugurato il 13 giugno 1927 e andò a sostituire la vecchia fontana circolare di pietra, la quale, frazionata, per un certo periodo, costituirà due fontane circolari davanti alla Dogana.
Il gruppo statuario presenta due soldati: il primo regge una pistola puntata verso l'orizzonte; l'altro, agonizzante, è abbracciato dal primo (che, evidentemente, punta la pistola verso il nemico che ha ferito il secondo).

### Aree naturali
- Villa Comunale Don Giuseppe Diana

Situata nel centro cittadino, la villa ospita al suo interno una biblioteca, attrezzature per bambini e un'area adibita alle manifestazioni teatrali.
- Parco delle Acacie

Inaugurato dopo il terremoto dell'1980, ospita varie iniziative locali come il Children's Day, dedicato completamente all'intrattenimento dei bambini. Esso è situato lungo la via che collega Atripalda ad Avellino.
- Parco San Gregorio (Pineta Sessa)

Situato in contrada San Gregorio, è un parco-pineta aperto al pubblico; ospita al suo interno un'area picnic con barbecue e un'area giochi riservata ai bambini.

## Società

### Evoluzione demografica
Abitanti censiti

### Etnie e minoranze straniere
Al 31 dicembre 2009 nel territorio di Atripalda risultano residenti 230 stranieri. I gruppi più numerosi sono quelli di:
- Ucraina 72
- Romania 52
- Polonia 26

Fonte: ISTAT

### Lingue e dialetti
Accanto alla lingua italiana, ad Atripalda si parla il dialetto irpino.

### Tradizioni e folclore

#### Falò di San Sabino
Tradizione antichissima ma non religiosa, si ripete ogni anno la sera precedente la festa patronale (cioè la sera dell'8 febbraio). Viene inaugurato e acceso il falò principale in piazza, ma ogni quartiere ha diritto, se vuole, al suo piccolo falò. Tradizionalmente, vengono arrostite alla brace, quando il falò comincia a spegnersi, vari cibi come salsicce e carne.

#### Via Crucis
Ogni anno, in occasione del Venerdì Santo, si tiene la tradizionale Via Crucis (il cui titolo reale è la frase pronunciata da Gesù sulla croce "Elì, Elì, Lemà Sabachtanì", Dio mio, dio mio, perché mi hai abbandonato), spettacolo ovviamente basato sulla condanna e sulla morte di Gesù, ma non riconosciuto religiosamente organizzato dall'Associazione Pro Loco Atripaldese. Negli anni passati, la scena della condanna si svolgeva sul grande sagrato della Chiesa madre, mentre negli ultimi anni questa azione si programma sempre sugli antichi scavi di Abellinum, che rendono quasi più reale l'evento (essendo Gesù morto in epoca romana imperiale). Il luogo del Calvario, il Gòlgota, è rappresentato dalla zona antistante il Convento di San Pasquale: qui, come prevede la storia, avviene la crocifissione e la morte di Gesù. I dialoghi vengono tratti dal testo "Quid est veritas" del magistrato Matteo Claudio Zarrella.

## Cultura

### Istruzione

#### Biblioteca comunale
La biblioteca di Atripalda nasce ufficialmente nel 1974, con la legge 49 della regione Campania per l'istruzione, dopo essere stata luogo "annesso" alla Biblioteca di Montevergine (a partire dal 1963). Possiede 25.000 documenti e libri (di cui 5.000 per ragazzi) con un archivio giornalistico che contiene periodici dal 1830. L'Archivio Storico del comune dal 1790 è conservato in questo luogo. In parte dell'edificio, sito nella Villa Comunale, è stata costruita una mediateca. Infine, la biblioteca possiede una sala conferenze e una sala studio, oltre a vari tavoli disposti nel grande atrio principale. Molti fondi hanno migliorato l'archivio culturale di questa biblioteca, tra cui: il "Fondo Capozzi" con vari pezzi storici originari e pergamene del 1200; il "Fondo Aquino" con volumi d'arte in lingua inglese; il "Fondo Barbarito" con volumi sulla storia della Chiesa.

### Eventi

#### Giullarte
Ogni anno, nella prima settimana di settembre, si tiene nel centro storico del paese l'evento di Giullarte - Festival Internazionale artisti di strada e mestieri. L'evento dura tre giorni e vede protagonisti artisti di strada provenienti da tutto il mondo che si esibiscono per le strade e le piazze della città antica; per l'occasione vengono riaperte le antiche botteghe degli artigiani atripaldesi. Il festival nel 2010 ha raggiunto la XV edizione, e ha visto come ospiti d'eccezione I clowns, protagonisti dell'omonimo film di Federico Fellini. Nel 2011, con un finanziamento regionale, la manifestazione è stata notevolmente migliorata sia dal punto di visto artistico che commerciale. Negli anni successivi l'evento non sarà più organizzato.

## Infrastrutture e trasporti

### Strade
Atripalda è servita dalla circumvallazione sud di Avellino, una sorta di tangenziale sud del capoluogo provinciale, in comune con il tratto finale della SS7 bis che collega la rotonda di Torrette di Mercogliano - dunque il casello Avellino Ovest dell'A16 - con la SS 7 presso il casello Avellino est dell'autostrada A16 sito nel nucleo industriale di Avellino (più o meno nell'area tra Arcella e Manocalzati).
Si interseca con la circumvallazione la strada statale 7, nel tratto Avellino-Lioni, facilmente raggiungibile sia tramite il casello autostradale che dalla periferia avellinese.

#### Autostrade
Di grandissima importanza è il raccordo autostradale 2 Avellino-Salerno, che parte dalla piccola zona commerciale "Appia" di Atripalda: questa strada collega Atripalda sia con il Sud che con la Puglia e il Beneventano, perché la variante avellinese 7 bis (che porta al casello autostradale Avellino Est), prima di terminare sulla via Nazionale per Mercogliano, si allaccia a questo raccordo.

### Mobilità extraurbana
Questa città inoltre è un passaggio d'obbligo per molte linee di autotrasporti irpini: la maggior parte dei pullman avellinesi diretti alla zona centrale dell'Irpinia passano per Atripalda proprio a causa della posizione della SS 7, che può essere raggiunta sia con la sua variante che tramite i paesi vicini.
Dal 1947 al 1973 Atripalda fu collegata ad Avellino da una linea filoviaria.

### Ferrovie
Atripalda è servita dalla stazione di Avellino, situata poco distante dal centro.

## Amministrazione

### Sindaci
| Periodo | Periodo   | Primo cittadino    | Partito                            | Carica  | Note |
| ------- | --------- | ------------------ | ---------------------------------- | ------- | ---- |
| 1994    | 1998      | Gerardo Capaldo    | PPI                                | Sindaco |      |
| 1998    | 2002      | Gerardo Capaldo    | L'Ulivo                            | Sindaco |      |
| 2002    | 2007      | Carmela Rega       | L'Ulivo                            | Sindaco |      |
| 2007    | 2012      | Aldo Laurenzano    | centrosinistra                     | Sindaco |      |
| 2012    | 2017      | Paolo Spagnuolo    | lista civica "Uniti per Atripalda" | Sindaco |      |
| 2017    | 2022      | Giuseppe Spagnuolo | lista civica "Scegliamo Atripalda" | Sindaco |      |
| 2022    | in Carica | Paolo Spagnuolo    | lista civica "Attiva Atripalda"    | Sindaco |      |

## Sport
La principale società sportiva cittadina è la Pallavolo Atripalda. Ha disputato dal 2011 al 2013 il campionato di Serie A2, dal quale viene esclusa nel corso della stagione 2013-2014. La società fu fondata nel 1979 e nel 2010 ha acquisito il titolo sportivo della Pallavolo Avellino per disputare il campionato di Serie B1 2010-2011. Retrocessa al termine della stagione 2011-2012, acquisisce il titolo della Volley Lupi Santa Croce per disputare la serie cadetta. In questa stagione vince la Coppa Italia di Serie A2 di pallavolo maschile, primo trofeo della sua storia.
Nell'ottobre 2014 viene fondato l'A.S.D. Atripalda VolleyBall che disputa per la stagione 2015/16 il campionato regionale di Serie C.

### Calcio
Dopo le mancate iscrizioni di Atri Calcio e F.C. Sporting Atripalda avvenute nel 2014, il principale club calcistico cittadino è divenuto l'Abellinum Calcio 2012 che milita attualmente nel campionato di Prima categoria 2023/2024.